# Afërdita Veveçka Priftaj
Afërdita Veveçka Priftaj, albanska fizičarka, * 21. januar 1948, Berat, Albanija, † 4. julij 2017, Dunaj, Avstrija. 
Bila je sodelavka Albanske akademije znanosti in profesorica na Politehnični univerzi v Tirani. Ukvarjala se je z raziskovanjem kovin – preučevala je njihovo mikrostrukturo in mehanskih lastnosti ter vplive močne plastične deformacije na nanokristalinske materiale.

## Zgodnje življenje
Rodila se je 21. januarja 1948 v Beratu v Albaniji. Odraščala je v intelektualni družini in leta 1970 diplomirala iz fizike na Univerzi v Tirani. Po diplomi je bila imenovana za predavateljico na fakulteti za fiziko, hkrati pa je nadaljevala s svojim študijem. Leta 1982 je doktorirala z disertacijo Studimi i ndryshimeve strukturore të aluminit dhe lidhjeve të tij, gjatë përpunimit termik e plastik, me anë të mikroskopisë elektronike (Študija strukturnih sprememb aluminija in njegovih zlitin, med termično in plastično obdelavo, z uporabo elektronske mikroskopije).

## Kariera
Leta 1990 je začela poučevati fiziko na Politehnični univerzi v Tirani. Štiri leta pozneje je postala izredna profesorica, leta 1999 pa redna profesorica. Njeno pedagoško in raziskovalno delo je bilo osredotočeno na znanost o materialih, zlasti na proučevanje kovin, njihovo mikrostrukturo in mehanske lastnosti. Svoje znanstveno izpopolnjevanje je nadaljevala na različnih mednarodnih univerzah, na Univerzi Južne Kalifornije v Los Angelesu (1993), Univerzi v Cambridgeu (1994), Kraljevem tehnološkem inštitutu KTH (1997–1998) in Univerzi v Stavangerju (2003) ter na drugih univerzah v Nemčiji, na Irskem, v Italiji in na Poljskem, kjer je preučevala učinke močne plastične deformacije na nanokristalinske materiale. Vodila je več znanstvenih projektov v okviru Nacionalnega programa za raziskave in razvoj ter sodelovala v skupnih raziskovalnih projektih med Albanijo in drugimi državami, kot so Avstrija, Grčija, Italija in Slovenija. Med projekti, ki jih je vodila, sta bili albansko-grška Raziskava prazgodovinskih bakrenih predmetov iz Albanije in Grčije ter albansko-italijanska študija z naslovom Izboljšanje zrnate strukture kovinskih zlitin s postopkom ECAP.
Med letoma 1995 in 2004 je bila urednica revije Materials Science and Engineering A. Leta 2008 je bila izvoljena za članico Albanske akademije znanosti in postala urednica akademske revije Journal of Natural and Technical Sciences. Leta 2012 so jo izbrali za eno od strokovnjakinj, ki so ocenjevale merila za skupne projekte na 6. seji Programa Evropske unije za spodbujanje mobilnosti v visokošolskem izobraževanju (TEMPUS).

## Smrt in zapuščina
Veveçka je po hudi bolezni umrla 4. julija 2017 na Dunaju v Avstriji.